# 1985 au Yukon
Chronologie du Yukon
- 1981
- 1982
- 1983
- 1984
- 1985
- 1986
- 1987
- 1988
- 1989

Cette page concerne des événements d'actualité qui se sont produits durant l'année 1985 dans le territoire canadien du Yukon.

## Politique

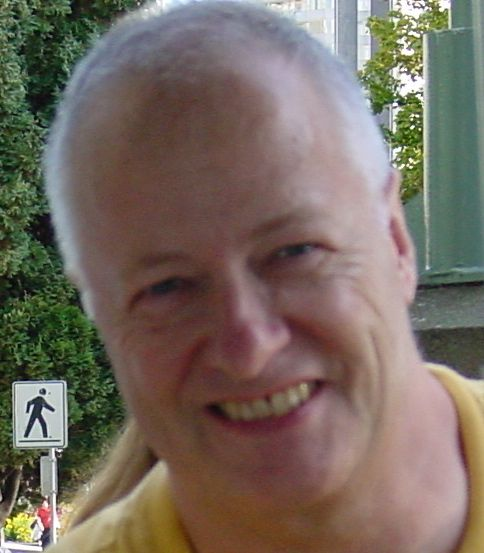
Tony Penikett

- Premier ministre : Chris Pearson (jusqu'au 23 mars) (Parti progressiste-conservateur) puis Tony Penikett (NPD) (élu le 13 mai face au sortant Willard Phelps (Parti progressiste-conservateur))
- Chef de l'Opposition officielle : Tony Penikett (NPD) puis Willard Phelps (Parti progressiste-conservateur)
- Commissaire : Douglas Bell (en)
- Législature : 25e puis 26e

## Événements
- Christine (Kitty) Clercy devient la première femme à être président de l'Association franco-yukonnaise[1].

- Fondation de la première école francophone du Yukon École Émilie-Tremblay en l'honneur de la pionnière Émilie Tremblay[2].

- Première émission télévisée francophone Rencontres sur les ondes, produite par des bénévoles de l'association franco-yukonnaise, est diffusée sur CBC Yukon (en).

- 27 février : le député fédéral de la circonscription du territoire du Yukon et vice-premier ministre du Canada, Erik Nielsen devient le premier yukonnais à être ministre de la Défense nationale.

- 13 mai : le NPD de Tony Penikett remporte l'élection générale. Il devra former un gouvernement minoritaire avec 8 sièges contre le Parti progressiste-conservateur de Willard Phelps qui forme toutefois l'Opposition officielle avec six sièges et le Parti libéral de Roger Coles (en) est retourne à l'Assemblée législative avec deux sièges. Willard Phelps restera chef du parti et qui se présentera à la prochaine élection.

- 15 juillet : le député territorial du Campbell Sam Johnston (en) devient le 2e président de l'Assemblée législative du Yukon.

## Décès
- 13 septembre : Andy Philipsen (en), député de Whitehorse Porter Creek Ouest (1982-1985) (º 1939)